# José María Cases Hernández
José María Cases Hernández (Orihuela, Alicante 23 de noviembre de 1986), conocido como Cases es un futbolista profesional español, que juega como lateral derecho en el Orihuela CF

## Trayectoria
Se formó en la cantera del Villarreal CF, donde llegó a debutar con el primer equipo en Primera División en un encuentro frente al Real Betis. Allí permaneció hasta 2005, cuando fue fichado por el Terrassa, donde estuvo un año, después fichó por el Orihuela CF donde permaneció dos temporadas. En la 2008-2009 jugó en Segunda División con la SD Eibar, y en la temporada 2009-2010 jugó en el filial del Valencia, donde permaneció una única temporada, después regresó al Orihuela donde estuvo desde 2010 hasta invierno de 2012, cuando fue fichado por el Granada CF, que lo cedió hasta final de temporada al Cádiz CF. En la temporada 2012-2013, el Granada lo vuelve a ceder esta vez al CD Mirandés.
En el mercado de invierno de la temporada 2012-13, el jugador abandona el CD Mirandés y firma en calidad de cedido hasta el final de temporada por el CD Alcoyano.
En junio de 2013, el jugador rescinde su contrato con el Granada CF para fichar por el Panthrakikos FC de la Superliga Griega. Tras una destacada primera vuelta en la primera categoría del fútbol heleno, el jugador oriolano suscitó el interés de clubes referentes en el fútbol europeo como el Beşiktaş turco, fichaje que no pudo concretarse debido a una lesión en el menisco.

## Familia Cases
José María es el pequeño de tres hermanos dedicados al fútbol. Tanto su hermano Manolo Cases, que actuó como delantero del Hércules, Jaén, Orihuela o Mestalla, como Roberto Cases, portero, ejercieron como influencia para él. Además, su primo hermano José Manuel Roca Cases fue portero en el mismo club en el que actúa José María, además de en clubes como el Badajoz o el Castilla. En la actualidad es el entrenador del Olympiakos Volos, perteneciente a la segunda división griega.

### Clubes
| Club                   | País    | Año       |
| ---------------------- | ------- | --------- |
| Villarreal B           | España  | 2002-2005 |
| Terrassa               | España  | 2005-2006 |
| Orihuela CF            | España  | 2006-2008 |
| SD Eibar               | España  | 2008-2009 |
| Valencia Mestalla      | España  | 2009-2010 |
| Orihuela CF            | España  | 2010-2011 |
| Cádiz CF               | España  | 2012      |
| CD Mirandés            | España  | 2012      |
| CD Alcoyano            | España  | 2013-2013 |
| Panthrakikos FC        | Grecia  | 2013-2015 |
| K.A.S. Eupen           | Bélgica | 2015-2017 |
| Doxa Drama Fútbol Club | Grecia  | 2017-2018 |
| Orihuela CF            | España  | 2018-     |